# Teléfono autoexcitado

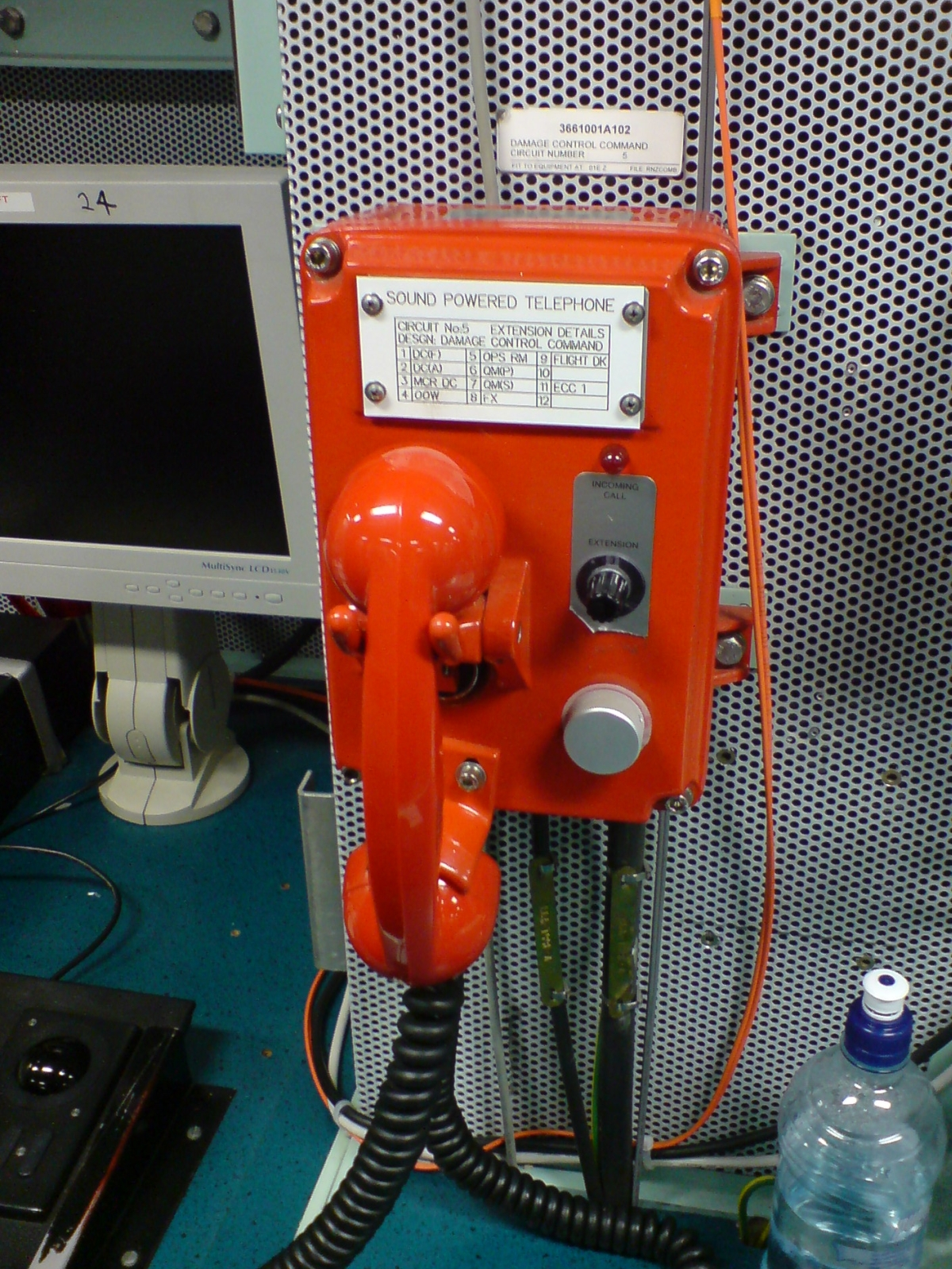
Teléfono autoexcitado moderno, utilizado para emergencias.

Un teléfono autoexcitado es un dispositivo de comunicación,  similar a un teléfono convencional, que permite a los usuarios hablar entre ellos sin necesidad de alimentación eléctrica externa.  Esta tecnología es utilizada desde hace décadas tanto para comunicación de  rutina como de emergencia en barcos, lo que permite la comunicación entre ubicaciones claves en un barco incluso si la alimentación eléctrica, incluyendo baterías, no se encuentra disponible.  Múltiples teléfonos autoexcitados pueden estar conectados al mismo circuito.  El circuito siempre está activo, por lo tanto el usuario no necesita llamar a otra estación, sencillamente empieza hablar y todas las estaciones conectadas al circuito pueden escuchar. Los teléfonos autoexcitados no están normalmente conectados a una central telefónica.